# Хольмайер, Моника
Моника Хольмайер (нем. Monika Hohlmeier; род. 2 июля 1962, Мюнхен) — германская государственная и политическая деятельница. С 2009 года депутат Европейского парламента. Является членом «Христианско-социального союза» (ХСС), части «Европейской народной партии». С 1998 по 2005 год занимала должность государственного министра по вопросам образования и культуры Баварии.

## Ранний период жизни
Родилась в Мюнхене, Бавария. Дочь германского политика Франца Йозефа Штрауса. Прошла обучение на управляющего отелем.

## Политическая карьера

### Министр Баварии
В период с 1998 по 2005 год занимала должность государственного министра по вопросам образования и культуры Баварии в правительстве премьер-министра Эдмунда Штойбера. В 2005 год решила уйти в отставку из-за обвинений в том, что она позволила фальсифицировать партийные голоса и устраивала на работу друзей. На этой должности ее сменил Зигфрид Шнайдер. В 2004 году ушла с поста главы мюнхенского отделения «Христианско-социального союза» после того, как угрожала критикам внутри партии предать огласке факты об их личной жизни. В период с 2006 по 2008 год работала в бюджетно-финансовом комитете парламента Баварии.
В мае 2004 года была делегатом «ХСС» в Федеральном собрании с целью избрания президента Германии.

### Депутат Европейского парламента
С 2009 года является депутатом Европейского парламента после подведения итогов выборов. С тех пор работает в Комитете по бюджету и в парламентской делегации по связям с Китаем. Кроме того, с 2019 года возглавляет Комитет по бюджетному контролю.
В Бюджетном комитете является докладчиком по зданиям Европейского парламента. В 2011 году подготовила отчеты для решения Бюджетного комитета о спорной покупке трёх зданий на сумму 38 миллионов евро: одного в Страсбурге и двух в Брюсселе с целью увеличения офисных площадей для членов Европарламента и их персонала в свете расширения Европейского союза в 2013 году. По её рекомендации комитет в 2013 году одобрил подписание 12-летнего договора аренды на принадлежащее Германии офисное здание площадью 40 000 квадратных метров на площади Меус в Брюсселе. Также была докладчиком парламента по бюджету Европейского союза в 2015 году (вместе с Эйдер Гардиасабаль) и в 2020 году.
В Комитете по бюджетному контролю, в частности, она является автором резолюции парламента 2021 года, осуждающей премьер-министра Чешской Республики Андрея Бабиша за конфликт интересов в отношении субсидий ЕС, выплачиваемых его сельскохозяйственному конгломерату Agrofert.
В предыдущие сроки была членом Специального комитета по организованной преступности, коррупции и отмыванию денег (2012—2013) и Комитета по гражданским свободам, правосудию и внутренним делам (2014—2019), в котором она была спикером группы ЕНП с 2014 по 2019 год. В 2012 году также была докладчиком по Директиве об атаках на информационные системы.
В начале 2014 года «ХСС» выбрал её в качестве третьего номера партийного списка на европейских выборах 2014 года после Маркуса Фербера и Ангелики Ниблер.
В дополнение к своим назначениям в комитетах была членом Межгруппы Европейского парламента по биоразнообразию, сельской местности, охоте и любительскому рыболовству (с 2014 года) и группы «Депутаты Европарламента против рака» (с 2019 года).

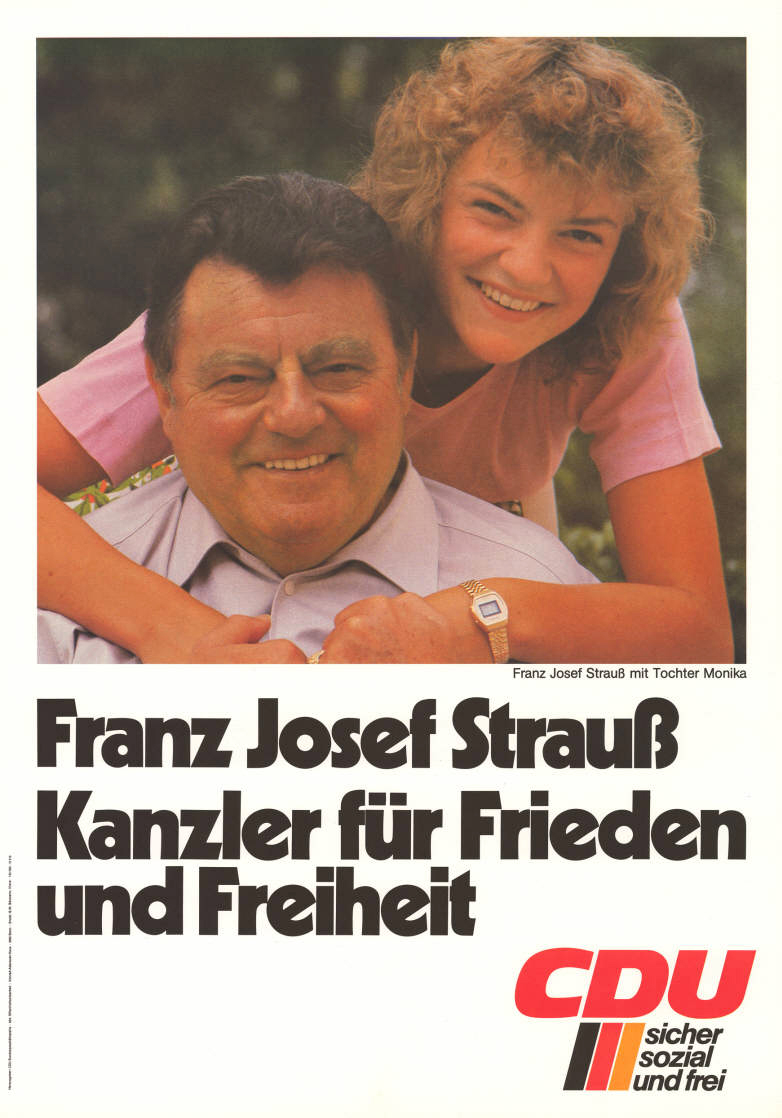
Канцлер за мир и свободу. Франц Йозеф Штраус с дочерью Моникой на предвыборном плакате, 1980

## Другие виды деятельности

### Корпоративные советы
- Член наблюдательного совета BayWa (с 2013 года);
- Член наблюдательного совета «Мюнхен 1860» (1999—2007).

### Некоммерческие организации
- Член попечительского совета Christliches Jugenddorfwerk Deutschlands;
- Член попечительского совета Европейской академии Баварии[12]
- Председатель «Друзей монастыря Вальдзассен»;
- Член попечительского совета Frischluft[13];
- Член попечительского советаGerman European Security Association;
- Член Hanns Seidel Foundation;
- Заместитель председателя попечительского совета Marianne Strauß Stiftung;
- Член попечительского совета Nathalie Todenhöfer Stiftung.

## Критика
В начале 2020 года премьер-министр Чехии Андрей Бабиш критиковал Монику Хольмайер, когда она возглавляла делегацию из шести человек Комитета по бюджетному контролю Европейского парламента в Праге и расследовала возможные нарушения и конфликты интересов при распределении финансирования Европейского союза в Чешской Республике.

## Личная жизнь
С 2009 года живёт в Брюсселе в одной квартире с коллегой-парламентарием Сабиной Верхейен. Во время пандемии COVID-19 в Германии заразилась вирусом в октябре 2020 года, но затем выздоровела.